# Georg Ludwig Dörell
Georg Ludwig Wilhelm Dörell (* 17. Dezember 1793 in Clausthal; † 30. Oktober 1854 in Zellerfeld) war deutscher Bergmeister beim Bergamt Zellerfeld und Erfinder der Fahrkunst.

## Leben
Dörell wurde am 17. Dezember 1793 als Sohn des Steigers Carl August Dörell (1752–1808) sowie dessen Ehefrau Auguste Eleonore Koch (geb. Kurtz, 1758–1828) geboren.
Dörell besuchte ab 1812 die Bergschule Clausthal und arbeitete anschließend in verschiedenen Gruben des Oberharzer Bergbaus. 1815 wechselte er zur Bergakademie Freiberg und wurde nach Abschluss des Studiums Geschworener in Katzhütte. Ab 1822 wurde er Einfahrer im Zellerfelder Revier.
1824 heiratete Dörell Caroline Charlotte Louice Kathenbein. 1827 wurde sein Sohn Otto (1827–1902) geboren.
In dem Rang eines Berggeschworenen soll Dörell 1833 beobachtet haben, wie Kunstjunge Lichtenberg Nägel in das Holzgestänge einer Kolbenpumpe für das Sumpfen geschlagen hatte, um auf diese Weise leichter die Arbeitsebene wechseln zu können. Dörell wurde anschließend vom Berghauptmann von Reden und Bergrat Albert beauftragt, diese Idee einer Fahrkunst im Spiegelthaler Hoffnungsschacht testweise bauen zu lassen. Dieser Versuch war erfolgreich und Dörell galt seitdem als Erfinder der Fahrkunst, die bald den Bergbau in Europa revolutionierte. Nur ein Jahr später erfand Albert das Drahtseil, welches die Materialförderung im erheblichen Maße erleichterte. 
1841 wurde Dörell zum Oberberggeschworenen und sieben Jahre später zum Bergmeister zu Zellerfeld ernannt.
Am 30. Oktober 1854 verstarb Dörell im Alter von 60 Jahren. Er wurde auf dem Friedhof Zellerfeld begraben.